# Британская Западная Флорида
Западная Флорида (англ. West Florida) — британская колония, существовавшая в Северной Америке во второй половине XVIII века.
Во время Семилетней войны Великобритания в 1762 году захватила Гавану. Чтобы вернуть этот ценный город, Испания в 1763 году согласилась по условиям мирного договора передать Великобритании колонию Флорида. По условиям этого же договора Франция передала Великобритании территорию Луизианы восточнее реки Миссисипи. Британия посчитала, что новоприобретённая территория является слишком большой для эффективного управления, и разделила её по реке Апалачикола на две колонии: Восточную Флориду и Западную Флориду.
Административным центром Западной Флориды стало поселение Пенсакола; в 1764 году была создана Колониальная Ассамблея. Административное устройство новой колонии было таким же, как и у большинства других британских колоний в Северной Америке. Хотя многие испанские поселенцы после передачи территории Великобритании и уехали на Кубу, новые земли привлекли большое количество переселенцев из Британии, и колония стала активно развиваться.
В 1774 году Западная Флорида получила приглашение на Первый Континентальный конгресс, но отклонила его, а когда началась Война за независимость США — поддержала Великобританию. В 1778 году местная милиция самостоятельно отбила вторжение небольших сил сепаратистов, двигавшихся по Миссисипи.
В 1779 году в соответствии с Аранхуэсским договором Испания вступила в войну на стороне Франции и США. Испанские войска под командованием Бернардо де Галвеса взяли Батон-Руж и Мобил, а в 1781 году захватили Пенсаколу. В 1783 году в соответствии с условиями мирного договора Великобритания вернула Испании обе Флориды.